# 提姆娜·纳尔逊-利维
提姆娜·纳尔逊-利维（希伯來語：‎，1994年7月7日—），以色列女子柔道运动员，2020年夏季奥林匹克运动会混合团体铜牌得主、2022年世界柔道锦标赛混合团体铜牌得主。